# Regele pescar (film)
Regele pescar este un film american de dramă-comedie din 1991 regizat de Terry Gilliam. Din distribuție fac parte Robin Williams, Jeff Bridges, Mercedes Ruehl, Amanda Plummer și Michael Jeter. DJ-ul de radio Jack Lucas (Jeff Bridges) încearcă să-și răscumpere greșelile ajutând un om fără adăpost (Williams). Filmul a fost nominalizat la cinci Premii Oscar, câștigându-l pe cel pentru Cea mai bună actriță într-un rol principal (Mercedes Ruehl).

## Distribuție
- Robin Williams – Profesor Henry Sagan/Parry
- Jeff Bridges – Jack Lucas
- Mercedes Ruehl – Anne Napolitano
- Amanda Plummer – Lydia Sinclair
- Michael Jeter – Homeless Cabaret Singer
- David Hyde Pierce – Lou Rosen
- Lara Harris – Sondra
- Harry Shearer – Ben Starr
- Kathy Najimy – client
- John de Lancie – tip din conducere TV
- Tom Waits – veteran invalid
- Melinda Culea –

## Legături externe
- The Fisher King la Internet Movie Database
- The Fisher King la Allmovie
- The Fisher King la Box Office Mojo
- Regele pescar (film) la Rotten Tomatoes
- Dreams: The Fisher King